# Objaw Amossa
Objaw Amossa (objaw trójnoga, ang. Amoss' sign) – objaw oponowy. Przy próbie sadzania chory podpiera się o wyprostowane kończyny górne, rozstawione na boki i ku tyłowi. Objaw występujący w zapaleniu opon mózgowo-rdzeniowych i w postaci porażennej choroby Heinego-Medina (łac. poliomyelitis paralytica).
Objaw opisał amerykański internista Harold L. Amoss (1886-1956).